# Jusztin
A Jusztin latin eredetű férfinév, mely a Jusztusz név továbbképzett Justinus alakjából ered, jelentése:  igazságos, igaz (ember).  Női párja: Jusztina.

## Rokon nevek
- Jusztusz:[1] a Jusztin eredeti alakja.[2]
- Dzsasztin:[1] a Jusztin angol alakváltozatának a Justinnak a magyar változata.

## Gyakorisága
Az 1990-es években a Jusztin és a Jusztusz szórványos név, a 2000-es években nem szerepelnek a 100 leggyakoribb férfinév között.

## Névnapok
Jusztin:
- április 14.[2]
- június 1.[2]
- június 16.[2]
- július 18.[2]

Jusztusz:
- július 14.
- augusztus 6.
- október 18.
- november 10.

## Idegen nyelvű változatai
- Justin (angol)

## Híres Jusztinok, Jusztuszok
- Justin Chatwin kanadai színész
- Justin Gatlin amerikai atléta
- Justin Hoyte labdarúgó
- Justin Kirk amerikai színész
- Justin Long amerikai színész
- Justin Timberlake amerikai énekes
- Justin Wilson angol autóversenyző
- Justin Bieber kanadai énekes
- Kocsisovszky Jusztin (1817–1871) színész, színigazgató, honvédszázados.
- Serédi Jusztinián (1884-1945) bencés szerzetes, tudós, egyházjogász, érsek, bíboros, hercegprímás.

### Uralkodók
- I. Justinianus bizánci császár
- II. Justinianus bizánci császár

### Egyéb személyek
- Szent Jusztinusz vértanú